# Dysstroma transversata
Dysstroma transversata là một loài bướm đêm trong họ Geometridae.